# Kz
Kz（カズキ、本名：勝俣和貴(かつまた　かずき)）は日本・山梨県出身。ロックバンド「Doit‼」のベーシスト(2011年解散)

## 経歴
大学の音楽サークルにてDoit‼を結成。音楽レーベルRRR(Rock and Roll Records)に所属し、2007年1月5日に1stSingle「Break the Future」にてデビュー。
2011年に解散後はパーティーバンド21世紀音楽隊、バックバンド隊ViViBabooに加入。

## ディスコグラフィ
Do it‼
- Break the Future(2007年)
- Got it(2007年)
- Do it!!(2007年)

21世紀音楽隊
- ロックンロールは最高だ(2013年）
- 千両役者/アクセル全開(2019年)

Plue
- 葬送(2016年)
- 10seconds(2017年)
- Cigarette Movie(2017年)
- secret garden(2017年)
- DOLL(2017年)
- 独りよがりのペシミスト(2017年)
- トラベラー(2017年)
- 彩色(2019年)
- 日常wonder land(2019年)
- ライト(2021年)
- 青色グラフィティ(2021年)

中原涼
- 世界は好きでできている(2016年)
- セレンディピティ(2018年)
- SR(2019年)
- Merry go round(2019)

小野崎宏太
- YOUR　SONG(2015年)

川原光貴
- 未完成の詩(2018年）
- 小さなドリーマー(2019年）

真尾まお(CV SUZUKA)
- Hello world(2024年)

## 演奏参加作品
- 縦シューティングゲーム『雷電ⅢMIKADO MANAX』(2023年)